# Caminos de fuego
Caminos de fuego es el octavo álbum de estudio del grupo español de heavy metal Tierra Santa. El disco está compuesto de 10 canciones y salió a la venta el 3 de noviembre de 2010. Es un disco conceptual que en su totalidad narra pasajes históricos y épicos de la Biblia, está principalmente enfocado en la guerra entre Ángeles y demonios por el destino de la humanidad, con este disco Tierra Santa regresa a su estilo épico más cercano a sus inicios. En este disco se unió Juanan San Martín a la banda, como teclista que a su vez es hermano del productor del álbum.

## Lista de canciones
1. Caminos de fuego - 4:30
2. La leyenda del Holandés Errante - 3:44
3. Reina de Egipto - 5:31
4. Arde Babilonia - 3:05
5. Libre - 4:07
6. Ejércitos de las tinieblas - 3:25
7. Para siempre - 4:25
8. La voz del destino - 3:20
9. El fin de los días - 6:11
10. Eterna y sagrada - 3:55

## Formación
- Ángel San Juan: Voz y guitarra
- Arturo Morras: Guitarra y coros
- Roberto Gonzalo: Bajo y coros
- David Carrica: Batería
- Juanan San Martín: Teclados